# Chen Qimei

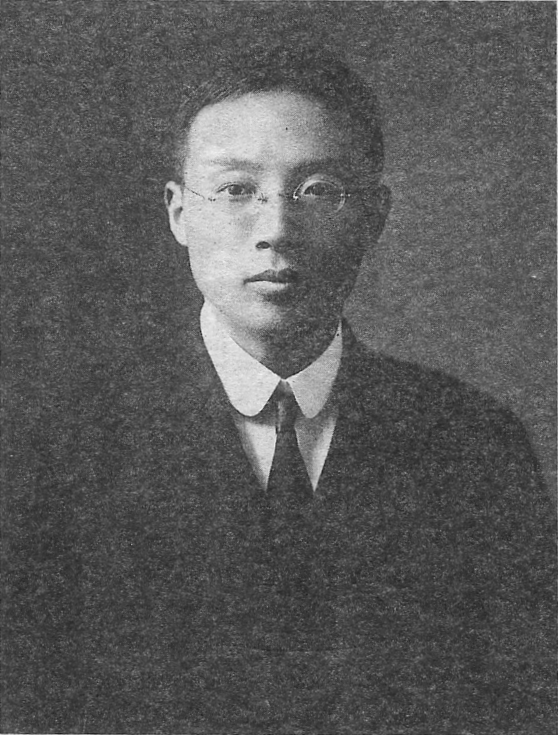
Chin Qimei

Chen Qimei (chinesisch 陳其美 / 陈其美, Pinyin Chén Qíměi, W.-G. Ch'en Ch'i-mei; Zì 英士,  Yīngshì,  Ying-shih; * 17. Januar 1878 in Wuxing, Zhejiang; † 18. Mai 1916 in Shanghai) war ein chinesischer Revolutionär und Politiker. Er gilt als enger Vertrauter Sun Yat-sens und früher Mentor Chiang Kai-sheks und spielte eine wichtige Rolle während der Xinhai-Revolution von 1911. Er war der Onkel der Politiker Chen Guofu und Chen Lifu.

## Leben
Als Sohn eines Geschäftsmanns ging er bei einem Pfandleiher in die Lehre und arbeitete danach für einen Seidenhändler. Sein Bruder, Chen Qicai, ein Armeeoffizier, ermöglichte es ihm 1906, nach Japan an die Tokioter Polizeiakademie zu gehen. Sein Interesse galt jedoch mehr den politischen Aktivitäten, so war er in der Tongmenghui (同盟會, meist als „Revolutionäre Allianz“ übersetzt) von Sun Yat-sen aktiv. Insbesondere brachte er einen Bekannten, Chiang Kai-shek, in die Allianz.
Im Revolutionsjahr 1911 war Chen wieder in Shanghai, und es war sein Telegramm vom 29. Oktober, das Chiang Kai-shek rechtzeitig zur Desertion vom Japanischen Militär und zur Rückkehr aus Japan bewog. Während Chiang einen Aufstand in Hangzhou organisierte, startete Chen am 3. November einen Angriff mit mehreren hundert Rebellen auf das Shanghaier Manufakturbüro. Dabei wurde er von den Mandschu gefangen genommen, jedoch einen Tag später von seinen Revolutionären aus dem Gefängnis befreit. In einer Machtprobe mit anderen revolutionären Gruppen der Stadt machte er sich selbst zum Militärgouverneur.
Weiterhin spielte er eine wichtige Rolle, um Kontakte zwischen der Guomindang und der Unterwelt Shanghais herzustellen, insbesondere der Green Gang.
Im Jahr 1916 wurde Chen durch ein von Yuan Shikai organisiertes Attentat getötet, ein Racheakt für mehrere Versuche Chens, einen Aufstand gegen ihn zu organisieren.